# Open Season 3
Open Season 3 és una pel·lícula d'animació generada per ordinador, realitzada per Cody Cameron, produïda per Sony Pictures. Es va estrenar als Estats Units el 21 d'octubre de 2010.

## Argument
Boog anuncia un viatge de nois "que volia celebrar amb els seus amics homes, però per desgràcia per a Boog, tots estan ocupats a casa amb les seves famílies. Això li fa pensar que és només ell i Elliot, però, quan se li demana que vagi amb ell, Elliot declina l'oferta, ja que ha de tenir cura dels seus fills, ja que Giselle es va a visitar la seva mare.
Sentir enutjat i es va anar fora, Boog Elliot fulles d'anar pel seu compte amb Dinkleman, però aviat s'adona que no és un viatge de nois "amb un home. Amb el temps, descobreix la Família Máslova Circus va venir a visitar, així que va al circ per conèixer nous amics: un aspecte similar anomenat Doug, el seu amic Alistair, i un os atractiu rus anomenat Ossa, a qui Boog immediatament s'enamora.
Quan els seus amics descobreixen que s'està perdent, Elliot posa en marxa una missió per salvar Boog abans que el circ es va.

## Repartiment

### Veus originals
- Matthew J. Munn: Boog / Doug
- Nika Futterman: Rosie
- Matthew W. Taylor: Deni / Buddy / Ian / Elliot
- Melissa Sturm: Ursa / Giselle
- Dana Snyder: Alistair
- Karley Scott Collins: Gisela
- Ciara Bravo: Giselita
- Harrison Fahn: Elvis
- André Sogliuzzo: McSquizzy
- Cody Cameron: Mr. Weenie / Nate
- Crispin Glover: Fifi
- Steve Schirripa: Roberto
- Fred Stoller: Stanley
- Sean Mullen: Roger
- Georgia Engel: Bobbie
- Danny Mann: Serge
- Michelle Murdocca: Maria